# 嫉
嫉 （しつ）（梵: īrṣyā、イールシヤー）は、仏教が教える煩悩のひとつ。
嫉み。自分だけの利益や世間の評判（名聞利養）を希求し続けると、人の栄達等を見聞きすると深い嫉妬を起こすようになる。そのような心の状態を嫉という。妬み深い人はこの心を増長しやすい。
説一切有部の五位七十五法のうち、小煩悩地法の一つ。唯識派の『大乗百法明門論』によれば随煩悩位に分類され、そのうち小随煩悩である。